# ویلیام وودبریج
ویلیام وودبریج (به انگلیسی: William Woodbridge) سناتور سابق عضو حزب ویگ بود. وی در سال ۱۸۴۱ تا ۱۸۴۷ میلادی سناتور ایالت میشیگان در سنای ایالات متحده آمریکا بود.